# Rhytidoponera nudata
Rhytidoponera nudata är en myrart som först beskrevs av Mayr 1876.  Rhytidoponera nudata ingår i släktet Rhytidoponera och familjen myror. Inga underarter finns listade i Catalogue of Life.